# Tak! Tak! (альбом)
Tak! Tak! –  другий альбом Ґжеґожа Цєховского під псевдонімом Obywatel G.C., виданий у 1988 році на студії звукозапису Polskie Nagrania „Muza”. Продажі альбому склали понад 300 тис. примірників.
Композиція "Nie pytaj o Polskę" ("Не питай про Польщу") у 2018 та 2020 роках зайняла перше місце в списках програми Третього Каналу Польського Радіо "Польський Топ Всіх Часів", які щорічно реєструються за відгуками радіослухачів.
Вперше на компакт-диску альбом було видано у 1988 році на студії звукозапису  Polskie Nagrania (реєстраційний номер GC 002) тиражем 2000 примірників. 

## Список композицій
сторона A
1. „Tak… Tak… to ja” – 3:40
2. „Podróż do ciepłych krajów” – 5:15
3. „Umarłe słowa” – 5:20
4. „Ani ja, ani ty” – 4:40

сторона B
1. „Depesza do producenta” – 5:50
2. „Nie pytaj o Polskę” – 5:55
3. „Piosenka kata” – 4:00
4. „Skończymy w niebie” – 4:25

Тексти та музика всіх композицій: Ґжеґож Цєховскі.

## Склад
- Ґжеґож Цєховскі – клавішні інструменти, вокал
- Войцех Кароляк – орган
- Аґнєшка Коссаковска – вокал (сопрано) (2, 8)
- Марцін Отрембскі – гітара
- Рафал Пачковскі – клавішні інструменти, програмування інструментів, семпли
- Джон Портер – акустична гітара
- Малґожата Потоцка – вокал
- Томаш Станько – труба
- Марек Сужин – перкусія (1)
- Кшиштоф Сцєраньскі – бас-гітара
- Хосе Торрес – перкусія
- Адам Вендт – саксофон

Аранжування та продукування записів: Ґжеґож Цєховскі та Рафал Пачковскі.
Режисура звуку: Рафал Пачковскі.
Початкове програмування Павел Данікєвіч.
Записи відбулися в студії Марцела Лятошка і в студії S-4 в період з лютого по квітень 1988 року.

## Зовнішні посилання
- Обкладинка